# 大觉胡同
大觉胡同，是位于中国北京市西城区的一条胡同。

## 简介
大觉胡同位于北京市西城区北部。东西走向，东到赵登禹路，西到南草厂街。全长347米，平均宽度6米。明朝称大桥胡同，因胡同东口漕河 (今赵登禹路）上有过河桥，故称北大桥胡同。清朝演变为大轿胡同、八角胡同、大脚胡同。中华民国时期改称大觉胡同。